# فرهنگسرای اخلاق
فرهنگسرای اخلاق به عنوان تنها فرهنگسرای منطقه ۱۴ با مساحتی حدود ۴۰۰ متر مربع در ناحیه یک شهرداری و محله شکوفه فعالیت خود را از سال ۱۳۸۶ آغاز کرده است.این مرکز با زیر بنایی حدود ۱۵۰۰ متر مربع در پنج طبقه، علاوه بر طراحی و اجرای برنامه‌های فرهنگی هنری و آموزشی متناسب با بافت این منطقه، دارای واحدهای مختلف است.
این فرهنگسرا برنامه‌های فرهنگی، هنری و آموزشی مختلف و متفاوتی را در هر دوره‌ای از سال برای شهروندان این منطقه اجرا می‌کند.

## بخش‌های فرهنگسرا
- کتابخانه تخصصی اخلاق؛ با مساحتی حدود ۱۲۰ متر مربع و سالن مطالعه با ظرفیت پذیرش ۵۰ نفر، آبان‌ماه سال ۱۳۸۸ همزمان با روز کتاب و کتابخوانی افتتاح شده است. این کتابخانه دارای بخش‌های مختلف مخزن، مرجع، نشریات و کتب کمک آموزشی است.
- سالن اجتماعات:این سالن  ۱۵۰ نفره دارای تجهیزات حرفه‌ای پخش صدا و تصویر است و در آن امکان اجرای برنامه‌های صحنه‌ای متنوعی را همچون نمایش‌های شاد و موزیکال برای مقطع سنی کودکان و برگزاری برنامه‌هایی چون نقد و بررسی فیلم‌های منتخب، کارگاه‌های آموزشی در موضوعات مختلف شهروندی و سایر جلسات و همایش‌های فرهنگی اجتماعی دارد.
- نگارخانه کلک خیال
- واحد مشاوره
- واحد آموزش